# 유형학 (신학)
유형학은 성경을 해석하는 데 있어서 구약과 신약의 상관관계를 연구하는 데 중요한 기초가 되는 학문이다. 청교도들은 이런 관계를 자신들의 삶에 적용하기를 즐겨하였다.  이런 유형학은 성경전체를 이해하는 데 유효하고 적극적인 해석에 이용되었으며, 현재에도 적용을 중시하는 신자들 사이에서는 폭넓게 사용되고 있다.  하지만, 지나친 남용으로 인해, 이단성이 짙은 해석도 많이 있으며, 이런 해석은 이단들에게 많이 악용되고 있다.

## 성경의 예
- 요나서 - 요나가 삼일 밤낮을 큰 물고기(고래로 주로 해석됨)의 배에 있는 것( Type) : 예수께서 장사된지 삼일동안 무덤에 있었던 사실(Anti-type) ; 알레고리적으로 해석되는 예로 읽혀지기도 한다.
- 창세기 - 아브라함이 이삭대신 어린양을 모리아 산에서 제물로 바치는 사건( Type) : 예수께서 십자가에서 희생제물인 어린양으로 해석된다. (Anti-type)[1]

## 청교도의 예
- 청교도들이 대서양을 건너서 아메리카 대륙으로 건너간 사건(Anti-type) :  이스라엘 백성들이 애굽에서 나온 출애굽사건(Type) ; 이런 해석은 그들 자신이 새로운 이스라엘이라는 정통성을 갖게 했다.
- 계시록의 종말시점에 대해서도 그들은 자신들이 사는 시점이 바로 그 환난의 시대라고 해석했다.[2]